# 腓立比書
《腓立比书》或譯《斐理伯書》（希臘語：ΠΡΟΣ ΦΙΛΙΠΠΗΣΙΟΥΣ），是《新約圣经》全书中第11本书，是使徒保罗写给腓立比的基督徒的一封书信。这封书信是保罗书信的其中一封。
腓立比書的主題：經歷基督──以基督為生活、為榜樣、為目標、為能力及祕訣。

## 作者
書中第一節指出，保羅是這封書信的執筆者。一般聖經評論家都接受這個見解，且有充分理由如此行。波利卡普（公元69？–155年？）在寫給腓立比人的信中提及保羅曾寫信給他們。早期的聖經評論家，諸如依納爵、愛任紐、特土良及亞歷山太的革利免等，均曾引證這封書信而視之為由保羅執筆。公元第二世紀的穆拉托里殘片及其他一切早期經典都曾引用過其中的經文。此外，被人公認為成於公元200年左右的切斯特·貝蒂紙莎草紙抄本第2號（P46）亦把此信與保羅的另外八封書信編在一起。

## 地点和时间
寫作的地點和日期已在相當程度上獲得確定。保羅寫這封信時是個被軟禁的囚犯，受到羅馬皇帝尼祿的禁衛軍所監管，但他仍忙於從事協助基督徒及当地教会的活動。他在信的末了代凱撒家裏的信徒同工向腓立比人問安。這些事實共同顯示這封信是從羅馬寄出的。
保羅可能在羅馬逗留了相當時日，以致他以基督徒的身分被囚的消息和原因在皇帝的禁衛軍中廣泛流傳，其他許多人也風聞這個消息。此外，以巴弗提從腓立比（大約與羅馬相距1,000公里）把弟兄的饋贈帶給保羅，然後以巴弗提在羅馬患病的消息傳返腓立比，繼而腓立比的弟兄為此憂愁難過的消息再由腓立比傳回羅馬；這些事無疑需要相當時間才能發生。保羅約於公元59–61年在羅馬初次下獄，他很可能是在公元60或61年左右，即他初到羅馬之後一年或稍後的時間，完成這封書信的。
对此有些学者不认同，认为是从以弗所保罗第一次坐监时写出来的。

## 寫作背景
保羅在異象中接獲呼召要把好消息傳至馬其頓之後，他和同伴路加、西拉及年輕的提摩太迅速作出響應。他們從小亞細亞的特羅亞乘船往尼亞波利，然後馬上起程沿着一條山道，前往深入內陸約15公里的腓立比。路加把這城稱為“馬其頓地區的首要城市”。這城取名為腓立比是為了記念馬其頓王腓力二世（亞歷山大大帝之父），他在公元前356年攻取了這座城。後來羅馬人把城奪過來。在公元前42年，這城曾成為幾場重大戰役的戰場。經過這幾場戰役後，屋大維安努的地位遂得以奠定，他就是後人所稱的凱撒·奧古斯都。為了慶祝這場勝利，他把腓立比立為羅馬的殖民地。
每逢到了一個新城市，保羅都按習慣先向城裏的猶太人傳道。但當他於公元50年首次踏足腓立比時，卻發覺當地的猶太人為數不多，而且看來沒有任何猶太會堂，因為他們素常僅在城外的河邊聚集禱告。保羅的傳道很快便結出果子，經商的婦人呂底亞是第一批改信者之一。她原本歸信了猶太教，現在卻誠心擁護與基督有關的真理，並堅要客人在她家裏留宿。路加寫道：“她强留我們。”但不久他們便遭受猛烈反對了，保羅和西拉受到棍打後被下在監裏。他們在監房裏的時候發生了一場地震，看守的獄卒及他的家人聽過保羅和西拉的話之後成為信徒。翌日，保羅和西拉從監裏獲釋，前往呂底亞家中探望各人，向弟兄們提出一番勸慰，然後離開那城。保羅對腓立比這個剛成立的新會衆所面臨的種種艱難挫折印象猶新。
數年後，在第三次海外傳道旅行途中，保羅有機會再次探訪腓立比的會衆。在會衆成立了教会大約十年後，腓立比的弟兄們所表現的愛心使保羅大受感動，他遂在上帝感示下寫成了這封書信。這封以腓立比蒙愛的會衆為名的書信一直被收錄在聖經裏。

## 本書大纲
圣经恢复本中所列纲目：

### 二、活基督以显大基督（1:3-30）
1. 推广福音的交通（3-18）
2. 借着活基督显大基督（19-26）
3. 同魂与福音一齐努力（27-30）

### 三、以基督为榜样、为表明（2:1-30）
1. 魂裏聯結，思念同（2:1-4）
2. 以基督为榜样（5-11）
3. 作成救恩以表明基督（12-16）
4. 信心祭物上的奠祭（17-18）
5. 使徒对信徒的关切（19-30）

### 四、追求基督以得着基督（3:1-21）
1. 凭那灵事奉，不信靠肉体（1-6）
2. 因基督看万事为亏损（7-11）
3. 竭力追求以取得基督（12-16）
4. 为着身体改变等待基督（17:21）

### 五、以基督为满足的秘诀（4:1-20）
1. 思念相同並在主裡喜樂（1-4）
2. 生活中优越的美德（5-9）
3. 信徒与使徒的交通，以及使徒知足的秘诀（10-20）

## 主要内容

### 維護及推廣好消息
（覆盖腓利比书1章1至30节）首先保羅和提摩太向他們問好。保羅感謝上帝，因為腓立比的基督徒“從第一天到這個時刻都對好消息有所貢獻”。他深信他們必定會把善工加以完成，因他們和他一同分享非配得的仁慈，包括“為好消息辯護、在法律上加以確立”等事。他懷着温厚的感情思念他們各人，説：“我繼續禱告，但求你們的愛心越來越大，⋯⋯使你們能辨明較重要的事。”保羅想他們知道，他的“事情到頭來反而推廣了好消息”，因他受監禁捆鎖已成為衆所周知的事；弟兄們因此反顯出更大的勇氣，大無畏地傳講上帝的話語。雖然保羅於此刻去世是有利的，但他知道為了使弟兄們有長進，有喜樂，他必須留下來。他勸勉他們行事為人要與好消息相稱，這樣，無論他來不來，他都希望聽到他們團結一致地並肩奮鬥，無論哪方面都不懼怕反對他們的人。

### 要保持與基督相若的精神態度
（覆盖腓利比书2章1至30节）保羅鼓勵腓立比人要在思想上謙卑自抑，「不要單顧自己的事，也要顧别人的事」。他們應當保持與基督耶穌相若的精神態度。他雖然以上帝的形態存在，卻反倒虚己，成為人的樣式自甘卑微，凡事順服，以至於死。因此上帝把他抬舉，賜給他凌駕一切别名以上的名。保羅勸勉他們説：“要不斷畏懼戰兢地達成自己的拯救。”“無論做什麼事，都要持續不發怨言、不起爭辯”，“牢牢抓緊生命的話語”。他盼望打發提摩太去見他們，並且相信他自己也必快去見他們。至於目前，他會差剛剛康復的以巴弗提到他們那裏去，好叫他們重得喜樂。

### “向着目標追求不止”
（覆盖腓利比书3章1节至4章23节）“我們才是受過真割禮的，”保羅説。“要提防那些狗，⋯⋯提防摧殘肉體的人。”若任何人認為自己有理由對肉體懷持自信，保羅就更有理由如此行，從他身為受了割禮的猶太人及法利賽人一事足以見之。然而，他“把一切都當作損失，因為認識我主基督耶穌是有莫大價值的事”。憑着根據信心而來的公義，他盼望“能從死人中獲得較早的復活”。故此保羅説：“我忘記背後的事，朝着前頭的事引身直前，向着目標追求不止，要贏得上帝藉基督耶穌召我往上去得的獎賞。”凡是成熟的人都應該存着這種精神態度。有些人的神就是自己的肚腹，腦裏所想着的都是地上的事，他們的結局就是毁滅；但“至於我們，”保羅肯確地説，“我們的公民權是在天上的”。
“要在主裏歡欣”，保羅勸勉說，“要讓人人都知道你們合理。任何真實的事、要認真關注的事、公義的事、純潔的事、可愛的事、受人稱道的事、有美德而值得讚揚的事，這些事都要繼續思念。你們所學到的，以及所接受、所聽見、所看見與我有關的事，這些事要常常實行；和平的上帝就必與你們同在。”保羅大大歡欣，因為腓立比人一向都想念他；他“靠着那給他能力的”，萬事都有力量去作。他衷誠感謝他們的禮物。從他在馬其頓宣揚好消息的起頭，他們在施予方面的表現一向十分突出。上帝也必照樣“藉着基督耶穌，按着他在榮耀裏豐富的程度，把他們需要的一切”充充足足地供應給他們。他把來自所有聖民参看腓利比书第包括凱撒家的人的問候傳達給他們。

## 基督新教觀點
基督徒無疑渴望蒙上帝的嘉許，並且贏得基督徒監督的稱讚，好像腓立比的會衆從保羅得着的稱讚一樣。若效法腓立比人的好榜樣，聽從保羅的仁愛勸告，就能贏得稱讚。像腓立比人一樣，基督徒應當表現慷慨的精神，留意幫助遭遇困難的弟兄，並且參與為福音辯護及在法律上加以確立的工作。（1:3-7）應當繼續“有同一心志，站立得穩，為所信的福音齊心努力”，在這彎曲悖謬的世代“如同明光照耀”。若努力行這些事，並且繼續思念我們應當認真關注的事，就可以成為弟兄的喜樂，正如腓立比人是使徒保羅的莫大喜樂一般。
保羅說：“你們要一同效法我。”其中一方面是：在任何情況下均保持知足。不論保羅處於豐富抑或缺乏，他都學會適應環境而從不發怨言，並且繼續熱心、喜樂地從事上帝委派給他的服事職務。應當像保羅一樣對忠心的弟兄表現摯愛。他提及提摩太和以巴弗提的服事職務，把腓立比的弟兄稱為“我所親愛、所想念的弟兄們，我的喜樂和冠冕！”
要“向着目標追求不止”！凡是將心思集中於“要認真關注的事”之上的人，都會對上帝在天上和地上所作的偉大安排深感興趣。在這項安排裏，衆生“無不口稱‘耶穌基督為主’，使榮耀歸與父上帝”。腓立比書所含的良好勸告鼓勵所有想藉着上帝的王國贏得永生的人努力追求這個目標。然而，給腓立比人的這封信主要是寫給“天上的國民”的，他們熱切期待“改變成為與基督榮耀的身體相似”。讓所有這些效法使徒保羅的人都“忘記背後，努力面前的，向着目標直跑，要得着從上面召他們來得的獎賞”，就是在天上的王國裡為他們存留的光榮產業！

### 阅读圣经
- 腓立比書 （页面存档备份，存于）
- 腓立比书 （页面存档备份，存于）